# Шупашкарка
Шупашкарка — река в Чебоксарах, Чувашия, правый приток реки Волга.
Длина реки 5,3 км². Площадь водосбора — 23 км².
Исток в лесу в 0,9 км южнее посёлка Заовражное. Среднее течение в овраге, отделяющем посёлок от основной части города. Нижнее течение в 140 метрах от устья взято в коллектор. Впадает в Волгу справа в верховьях Чебоксарского водохранилища. Урез воды устья на высоте 70 м над уровнем моря.

## Данные водного реестра
По данным государственного водного реестра России относится к Верхневолжскому бассейновому округу. Речной бассейн — Волга до Куйбышевского водохранилища (без бассейна Оки). Речной подбассейн — Волга от впадения Оки до Куйбышевского водохранилища (без бассейна Суры). Водохозяйственный участок — Волга от устья р. Ока до Чебоксарского гидроузла без рек Сура и Ветлуга.
Код объекта в государственном водном реестре — 08010400312199000000580.